# Проспихинский сельсовет
Ново-Кежемский сельсовет — ранее существовавшие муниципальное образование (сельское поселение) и административно-территориальная единица в составе Кежемского района.
Законом Красноярского края от 23 апреля 2013 года № 4-1253
 муниципальное образование Проспихинский сельсовет упразднено с передачей в межселенную территорию.
Законом Красноярского края от 20 марта 2014 года № 6-2191 административно-территориальная единица Проспихинский сельсовет была упразднена.

## Население
| 2010 | 2012 | 2013 |
| ---- | ---- | ---- |
| 22   | ↘0   | →0   |

## Упразднённые населённые пункты
Распоряжением Совета Администрации Красноярского края от 28 января 2005 года № 145-р упразднена деревня Рожково.
Законом Красноярского края от 20 марта 2014 года № 6-2191 упразднено село Проспихино.